# 이문우
이문우(李文祐, 1810년 ~ 1840년 2월 1일)는 조선의 천주교 박해 때에 순교한 한국 천주교의 103위 성인 중에 한 사람이자 평신도 활동가이다. 세례명은 요한(Ioannes)이다.

## 생애

### 교회활동
이문우는 경기도 이천에 있는 한 양반 천주교 집안에서 태어났다. 그는 다섯 살 때 부모를 여의었다. 한 매우 독실한 교우 여성이 그를 양자로 들여 한양의 집으로 데려왔다. 이문우는 결혼을 원치 않았지만, 그의 양어머니는 그가 결혼할 것을 요구했다. 그는 양어머니에 대한 효심으로 결혼하였고 두 명의 자식을 두었지만, 몇년 후 아내와 자식들이 모두 세상을 떠났다. 그후 그는 주위의 재혼 권유를 마다하고 평생을 독신으로 살며 자선 사업과 선교사들과 교우들을 돕는 일에 매진했다. 그는 모방 신부의 선교 여행에 즉 공소를 돌아다니면서 미사와 성사를 집전하는 여행에 동참했고, 정하상등과 함께 앵베르 주교에게 라틴어와 신학을 배웠다. 앵베르 주교는 김대건, 최양업, 최방제 신학생이 마카오 신학교에서 공부를 마치려면 시간이 오래 걸릴 것임을 헤아리고는, 열심과 실력이 있는 평신도들을 선발하여 신학을 가르쳤다. 신학생들은 성직자가 되어 교회를 위해 일한다는 목표가 있었기 때문에, 공부하는 태도와 성적이 좋았다.

### 기해박해
1839년 기해년의 박해 동안에, 이문우는 기부금을 모아 투옥된 교우들의 옥바라지를 하였고, 위험을 무릅쓰고 선교사들을 여러 산 속의 은신처들로 모셨으며 그들에게 바깥 돌아가는 사정을 알리며 회장의 직무를 다하였다. 앵베르 주교와 모방 신부와 샤스탕 신부가 순교한 이후에도 그는 위험을 무릅쓰고 그들의 장례를 치루어주었다. 그리고 나서 그는 외딴 곳으로 피신할 채비를 하였다.

### 신앙고백과 순교
그러나 그 도중 이문우는 1839년 11월 10일에 한 친구의 집에서 체포되었다. 그때 그는 이렇게 말했다. "주님께서 그분의 특별한 은총으로 저를 부르시니 어찌 그분의 부르심에 응하지 않을 수 있겠습니까." 포도청에서 포장은 이문우에게 어째서 양반 신분을 버리고 천주교 신자로서 죽으려 하느냐고 물었다. 이문우는 창조주이며 왕 중의 왕인 하느님을 부정할 수 없다고 대답했다. 포장은 이문우에게 좋은 음식과 술을 대접하며 배교토록 설득했다. 포장의 노력이 수포로 돌아가자, 이문우는 고문을 받고 도둑과 배교자들이 있는 감방에 수감되었다. 그는 배교자들을 타이르며 용감히 그의 신앙을 증언했다.
이문우는 순교하기 엿새 전에 한 통의 편지를 썼다. 그 편지는 죽음을 앞둔 순교자의 마음을 잘 설명하고 있다.
| “ | 제 신앙의 벗들하고 함께 있으니 이 얼마나 기쁜지 모릅니다. 저는 이 행복한 재회에 대하여 하느님께 감사드립니다. ... 이 세상은 순간일 뿐이며, 육신은 허울일 뿐입니다. 이 몸을 보십시오. 열흘이 지나면 이것의 영혼은 이것을 떠납니다. 그것이 악취가 나는 것과 함께 있다면 그 얼마나 섬뜩하고 비참한 일이겠습니까! 그러나 사람들은 그들의 육신에 더 신경을 쓰고 그들의 영혼은 돌보려 하지 않습니다. 그러한 사람들은 동물이나 다름 없습니다. 동물은 구원 받을 영혼이 없습니다. 사람이 동물처럼 구원 받을 영혼이 없다면 그 얼마나 슬픈 일이겠습니까! ... 세 가지의 적과 싸우십시오. 악마, 세상 그리고 육신과요. 그 세 가지 중에서 가장 위험한 것은 바로 육신입니다. ... 저희는 묵상과 기도로서 스스로를 고찰할 수 있습니다. 성모 마리아님께 중재를 청하십시오. 그녀는 우리 모두에게 친절하시며 놀라운 분이십니다. ... 지금은 제 생의 마지막 순간입니다. 만일 여러분이 함께 기도하신다면, 위험은 없을 것입니다. 여러분, 죽음을 두려워 마십시오. 저희의 주님을 낙담한 영혼들을 구원하시는 분으로 만들지 마십시오. 여러분이 모든 고통과 시련을 겪어내신 후에, 영원한 행복과 기쁨의 천국으로 들어가실 수 있습니다. ... 이것은 내 생의 마지막 순간에 쓰는 편지입니다. | ” |

이문우는 포도청과 형조에서 온갖 가혹한 고문과 형벌을 이겨내고, 1840년 2월 1일 이문우는 31세의 나이로 오늘날 서울특별시에 있는 한양 근교의 당고개로 압송되어 두 명의 교우와 함께 순교하였다. 관찬 기록이 그 사실을 증명한다.

## 시복 · 시성
이문우 요한은 1925년 7월 5일에 성 베드로 광장에서 교황 비오 11세가 집전한 79위 시복식을 통해 복자 품에 올랐고, 1984년 5월 6일에 서울특별시 여의도에서 한국 천주교 창립 200주년을 기념하여 방한한 교황 요한 바오로 2세가 집전한 미사 중에 이뤄진 103위 시성식을 통해 성인 품에 올랐다.

## 참고 문헌
- 가톨릭 사전: 이문우
- Catholic Bishop's Conference Of Korea. 103 Martryr Saints: 이문우 요한 Ioannes Yi Mun-u 보관됨 2014-12-14 - 웨이백 머신